# Moped

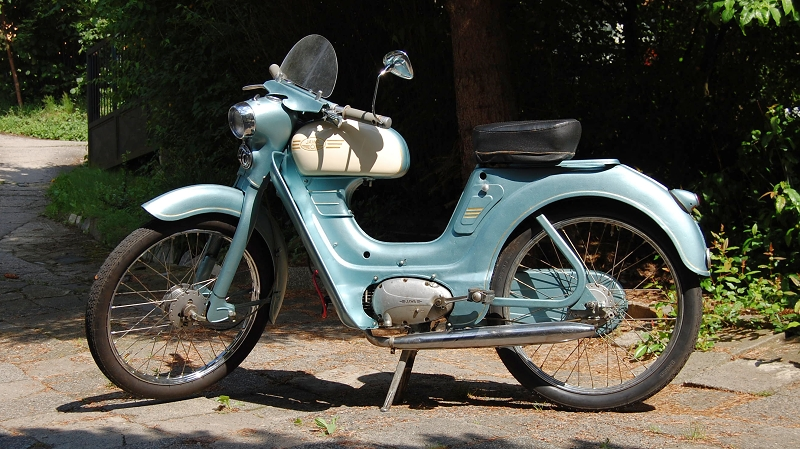
Jawa 50 typ 551S Jawetta Sport

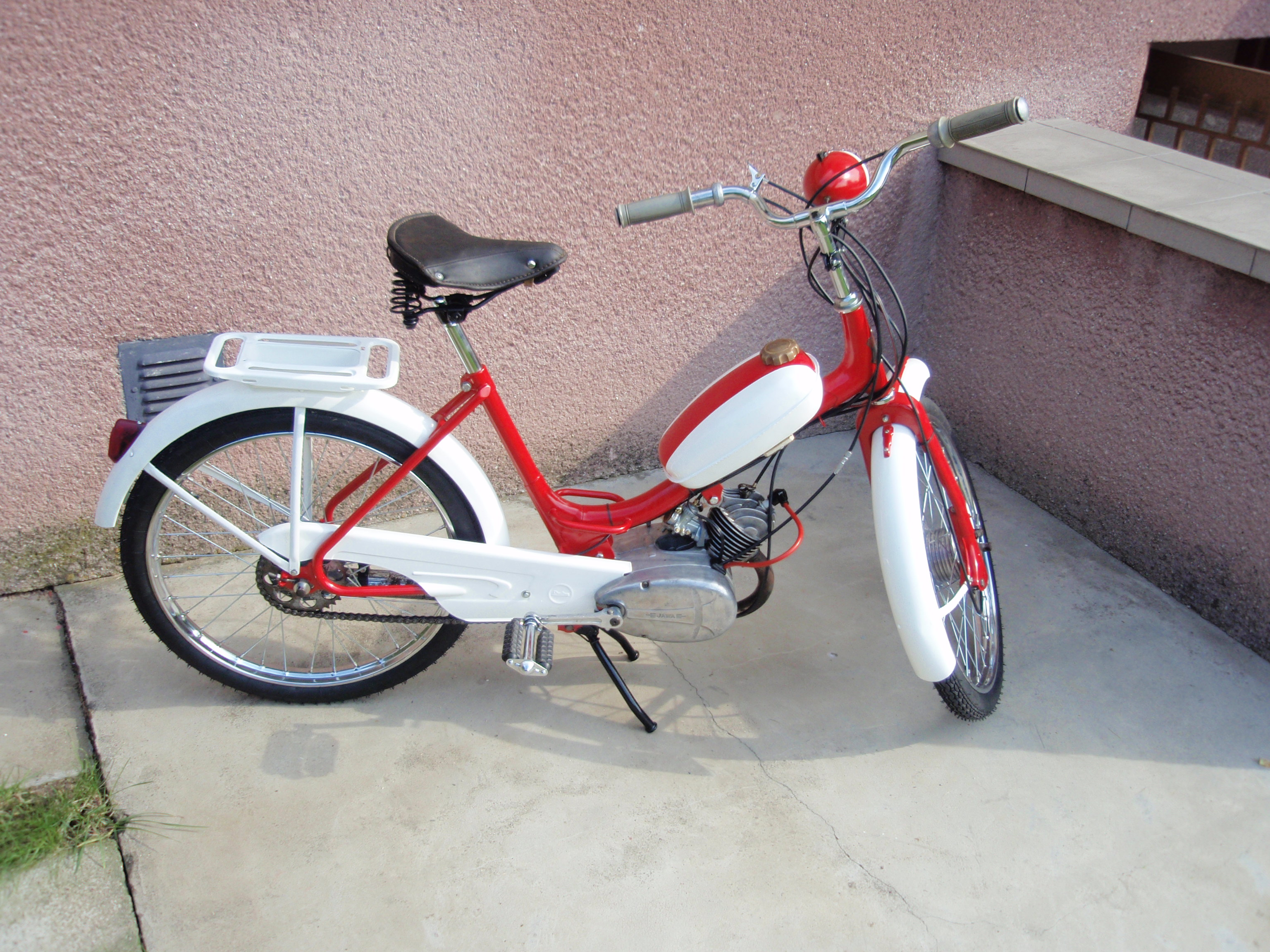
Moped Stadion S11

Moped ,(zkratka z „motor s pedály“) je zjednodušeně řečeno kombinace motocyklu a bicyklu. Jde o jednostopé motorové vozidlo určené pro jednu osobu a na krátké vzdálenosti s objemem motoru do 50 cm³.
Má speciální rám, který je pevnější a má delší životnost než u bicyklu a bicyklu s pomocným motorkem. Kola jsou odpružená, neoddělitelnou součástí převodovky jsou kliky s pedály.
V Československu vyráběla mopedy Jawa - Jawetta, Považské strojárne - Babetta a Motor České Budějovice v pobočném rakovnickém závodu - Stadion.
Moderní mopedy jsou přirovnatelné ke skútrům a existují verze určené i pro dvě osoby.
Právní předpisy pro jízdu mopedů se v různých zemích liší a vyvíjely se od benevolentních až po stanovení různých požadavků na stroj i jezdce s tím, jak silniční provoz houstne. V rámci Evropské unie je pro standardizaci schvalování motokol, mopedů,´motocyklů, tříkolek a čtyřkolek vydána Směrnice č. 168/2013, která kromě sjednocení bezpečnostních a environmentálních požadavků také definuje podrobnější dělení vozidel na kategorie. Mopedy jsou definovány jako L1e s maximální rychlostí 45 km/h a se spalovacím motorem do objemu 50 cm3, respektive maximálním výkonem 4 kW. V České republice jsou podmínky provozu mopedů na silničních komunikacích dány zákonem č. 56/2001 Sb., který mimo jiné stanoví registraci mopedu jako nepovinnou, ale pojištění odpovědnosti z provozu jako povinné. Povinnosti řidiče a spolujezdce mopedu jsou dány zákonem č. 361/2000 Sb., mimo jiné nošení přilby, zákaz kouření za jízdy a řidičské oprávnění skupiny AM.